# Torneira (localidade)
Torneira é uma localidade portuguesa situada na freguesia do Louriçal no Município de Pombal.